# 稽察寶坻等處駐防大臣
稽察寶坻等處駐防大臣，為清朝特派統轄管理、巡察畿輔駐防八旗官兵之職官，由皇帝於護軍統領、副都統中特簡充任。

## 建置
順治初於直隸八處駐扎八旗兵營，建立畿輔駐防。至雍正元年（1723年），設置大臣1人稽察寶坻縣、良鄉縣、固安縣、東安縣、霸州、采育里、保定府、雄縣八處駐防八旗官兵，即稽察寶坻等處駐防大臣，或稱巡察寶坻八城官兵大臣。乾隆三十二年（1767年），將滄州駐防旗營劃入管轄，共稽察九處駐防，亦稱稽察寶坻縣等九處駐防官兵事務大臣。
嘉慶七年（1802年），稽察大臣改為2人，其中1人負責稽察左翼寶坻、采育、東安、滄州四處，又稱為稽察左翼寶坻等四處駐防大臣、稽察左翼小四處事務、管理小四處事務；其中1人負責稽察右翼保定、固安、雄縣、良鄉、霸州五處，又稱為稽察右翼保定府等五處駐防大臣、稽察右翼小五處事務、管理小五處事務。
大臣掌稽察檢閱官兵訓練情形、騎射技藝，分別優劣賞罰。雍正四年題准，軍政之年由巡察駐防大臣會同該管官員考察駐防官員具奏。